# آنتی‌سرم

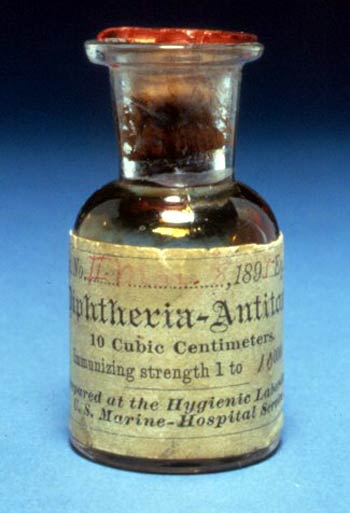
آنتی‌سرم

آنتی‌سرم (به انگلیسی: Antiserum) به سرمی گفته می‌شود که حاوی مقادیر مشخصی از مولکول‌های آنتی‌بادی برای اتصال به یک آنتی‌ژن خاص است.